# Lukáš Kirby
Svatý Lukáš Kirby byl anglický římskokatolický duchovní, který se stal obětí pronásledování katolické církve v Anglii po zřízení církve anglikánské.

## Život
Lukáš Kirby se narodil v roce 1549 (přesné datum není známo) pravděpodobně v Richmondu v Severním Yorkshire. Studoval v Cambridge, následně v Douai studoval anglikánskou teologii. Konvertoval ke katolictví, v roce 1577 byl vysvěcen na katolického kněze a odebral se na další studia do Říma. V roce 1579 byl spolu s Edmundem Kampiánem vyslán do Anglie s úkolem podporovat ty, kteří v tajnosti zůstali věrní katolické víře. Zatčen byl krátce poté, co se mu podařilo se do Anglie dostat. Dne 5. prosince 1580 byl převezen do Toweru v Londýně. Ač byl podroben tortuře, vytrvale odmítal uznat supremaci panovníka nad církví. Byl odsouzen k trestu smrti, a 30. května 1582 byl v Tyburn oběšen.
Beatifikován byl papežem Lvem XIII. v roce 1886, kanonizován sv. Pavlem VI. ve skupině Čtyřiceti mučedníků Anglie a Walesu. Jeho ostatky jsou uchovávány v jezuitské koleji Stonyhourst College v anglickém hrabství Lancashire (ač sám Kirby jezuitou nebyl). Jeho liturgická památka připadá na výroční den jeho popravy (tzv. dies natalis), tedy na 30. květen.